# Ернесто Кастано
Ернесто Кастано (на италиански: Ernesto Castano) е италиански футболист, защитник.

## Кариера
Кастано играе за Леняно, Триестина, Виченца и най-вече Ювентус, където печели няколко титли и е капитан на отбора.
На международно ниво, Кастано играе за италианския национален отбор седем пъти между 1959 и 1969 г., спечелвайки Европейското първенство по футбол през 1968 г.

## Отличия

### Отборни
Ювентус
- Копа Италия: 1958/59, 1959/60, 1964/65
- Серия А: 1959/60, 1960/61, 1966/67

### Международни
Италия
- Европейско първенство по футбол: 1968